# L’Ailefroide
Der mehrgipfelige Gebirgsstock der Ailefroide, manchmal auch im französischen Plural als les Ailefroides bezeichnet, ist nach der Barre des Écrins und der Meije das dritthöchste Massiv in den zentralen Dauphiné-Alpen. Mit einer Höhe von 3954 Metern verfehlt sie die Viertausendmetermarke nur knapp. Sie ist von Nordwesten am besten von La Bérarde erreichbar. Von Osten und Süden fährt man den Berg am günstigsten von dem gleichnamigen Dorf Ailefroide im Vallouise an.
Die Ailefroide weist mehrere Gipfel auf, deren folgende erwähnenswert sind:
- L’Ailefroide Occidentale, 3954 m (West- und Hauptgipfel)
Erstbesteiger: W. A. B. Coolidge, Christian Almer, Ulrich Almer, Ch. Gertsch am 7. Juli 1870
- L’Ailefroide Centrale, 3928 m (Mittelgipfel)
Erstbesteiger: Auguste Reynier mit Pierre Gaspard (Vater), Christophe Clot und Joseph Turc am 8. August 1889
- La Pointe Fourastier, 3908 m
Die Pointe Fourastier ist nach M. Fourastier benannt, der am 1. September 1936 zusammen mit H. Le Breton und A. Manhès eine schwierige Nordwandroute zum Gipfel eröffnete.
- L’Ailefroide Orientale, 3848 m (Ostgipfel)
Erstbesteiger: J. Nérot, Emile Pic und Giraud-Lézin am 25. August 1880

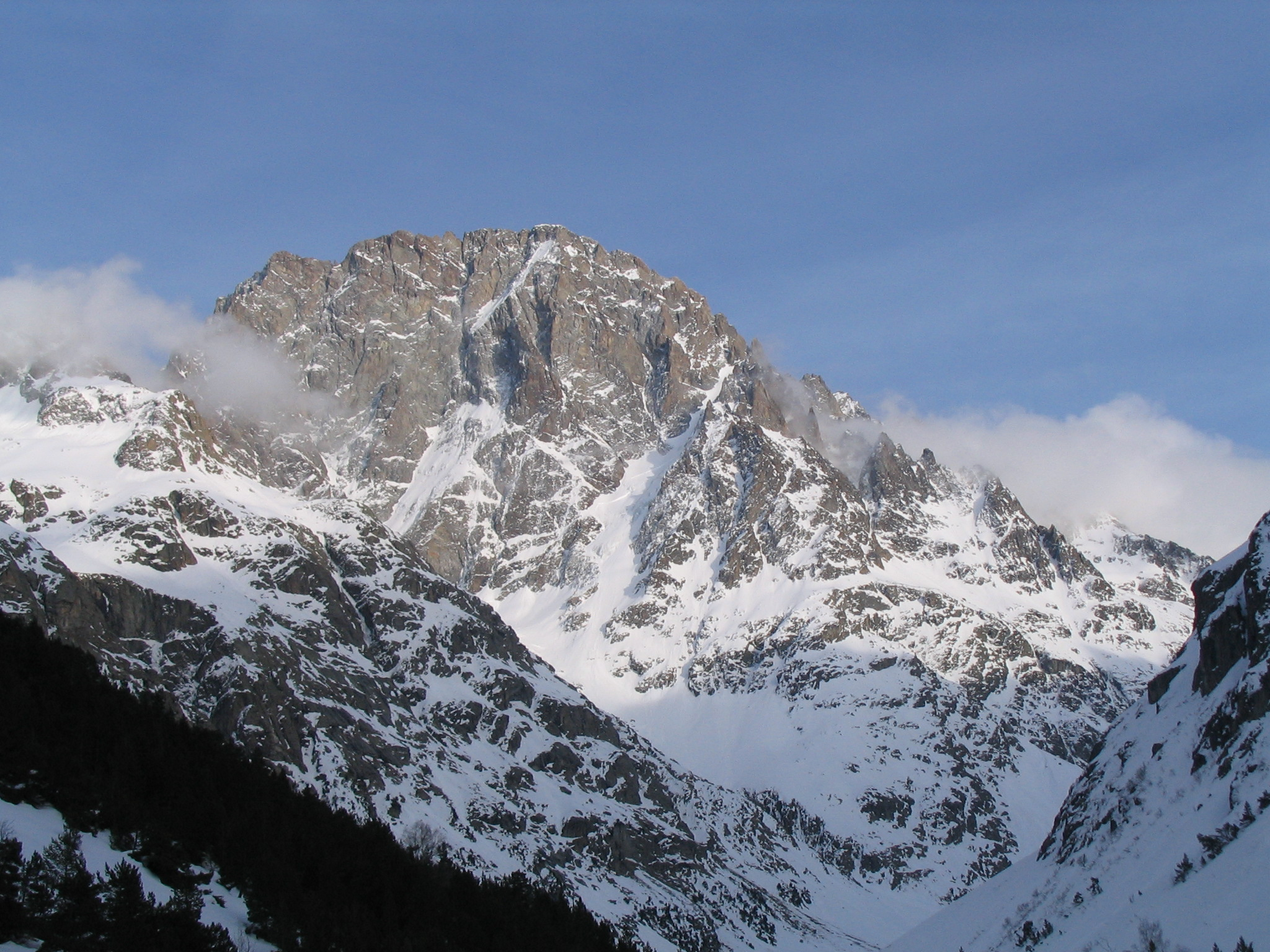
Die Ailefroide mit ihrer Nordwestwand aus dem Hochtal des Vénéon

Die Ailefroide gehört einer langen Gebirgskette an, die sich nach Osten über den eigenständigen Gipfel des Pic Sans Nom, 3914 m, bis zum Mont Pelvoux, 3946 m, erstreckt. Im Norden ist sie über Col de Coste Rouge, 3192 m, Pic de la Temple, 3391 m, Pic Coolidge, 3774 m, und le Fifre, 3698 m, mit dem südlichsten Viertausender und Hauptgipfel der Region, der 4102 m hohen Barre des Écrins verbunden. Der vom Mittelgipfel zum Col de Coste Rouge hinabziehende Nordgrat trennt die Nord- von der Nordwestwand. Nach Süden entsendet die Ailefroide einen Grat, der in der Folge den großen Glacier de la Pilatte begrenzt und sich zu den Les Bans, 3670 m, aufschwingt.
Die Ailefroide trägt mehrere Gletscher. Sie speist einen Arm des großen schuttbedeckten Glacier Noir (französisch für schwarzer Gletscher), der mit langer Zunge nach Nordosten abfließt. Darüber hinaus trägt sie einen kleinen namenlosen Hängegletscher in der Nordwand, den Glacier de l’Ailefroide im Südosten sowie im Westen den Glacier de Coste Rouge und die kleinen Glacier Long und Glacier Gris.
Von den vier Gipfeln ist lediglich die Ailefroide Orientale vergleichsweise einfach zu ersteigen. Den gesamten Gipfelgrat von der Ailefroide Occidentale über Ailefroide Centrale und Pointe Fourastier zur Ailefroide Oriental überschritten B.R. Goodfellow, T. Graham Brown, A. Graven und C. Rodier am 30. August 1933 als erste Seilschaft. Der auch Coste-Rouge-Grat genannte Nordgrat gilt als einer der klassischen kombinierten Gratanstiege in den Alpen; er wurde am 1. Juli 1913 von Angelo Dibona und Guido Mayer erstbegangen. Durch die Nordwestwand legten Giusto Gervasutti und L. Devies am 23. und 24. Juli 1936 eine direkte, extrem schwere Route.